# Franco Condado
Franco Condado (en francés: Franche-Comté; en francoprovenzal: Franche-Comtât) es una región histórica y cultural del este de Francia, y antigua región administrativa. Limita al este con Suiza, al oeste con Borgoña, al norte con Alsacia, Lorena y Champaña-Ardenas y al sur con Ródano-Alpes. Desde un punto de vista geográfico e histórico, su territorio corresponde aproximadamente al del antiguo condado de Borgoña. Se le reconoce tanto por sus paisajes y monumentos, como por sus industrias y el elevado respeto por la naturaleza.

## Geografía física
La superficie de esta región es de 16.190 km², dividida en cuatro departamentos: Doubs, Jura, Haute-Saône y Territorio de Belfort, con una población de 1.177.096 habitantes.
La altura máxima es el pico Crêt Péla, de 1500 m, y el 40% de su superficie se encuentra cubierta de bosques. 
El Franco Condado es una región de agua, bosques de abetos y de grandes espacios protegidos, como, por ejemplo, los parques regionales del Alto Jura. Comprende la mayor parte del macizo del Jura y, en el norte, parte del Ballon d'Alsace, última cumbre del extremo sur de los Ballons de los Vosgos.

## Geografía política
Las ciudades más importantes son:
- Besanzón (Besançon), capital regional, rodeada por el río Doubs.
- Belfort, que hace gala de su león, obra colosal del escultor francés Bartholdi, autor de la Estatua de la Libertad de Nueva York.
- Vesoul, centro regional del motocross.
- Dola (Dole), que posee su «pequeña Venecia» que baña la casa natal del científico Louis Pasteur.
- Lons-le-Saunier, que ofrece un paseo por sus ciento cuarenta y seis arcadas de estilo "Grand Siècle" (siglo XII).
- Saint-Claude, cuya pipas labradas en raíces de brezo mediterráneo se venden en todo el mundo.
- Montbéliard, importante ciudad industrial, lugar de origen del fabricante de automóviles Peugeot.

## Origen del nombre de Franco Condado
El nombre de Franco Condado no aparece oficialmente hasta 1478, hablándose anteriormente del Condado de Borgoña. Se distingue de la Borgoña ducal o francesa, a diferencia de la cual recibe también las denominaciones históricas de Borgoña condal o Borgoña española.
La tradición cuenta que el conde borgoñón Reginaldo III de Borgoña (c. 1093-1148) se negó a rendir tributo al Sacro Emperador, lo cual le dio el sobrenombre de «Franco Condado», en francés Franche Comté, (entiéndase, el condado exento del pago de impuestos).

## Economía
El abanico económico es amplio, pasando por la silvicultura, la relojería (el 85 % de los relojes franceses) o la viticultura (86.000 hectolitros anuales).
El Franco Condado es, en relación con su población, la primera región industrial de Francia, 6 de cada 10 puestos de trabajo están en el sector de servicios y la tasa de desempleo aumentó, según la OIT en el 1.er trimestre 2013 al 10 %. El PIB per cápita en el año 2002 fue de 21.897 €. También es el primer exportador de Francia. En 2003, el PIB de lo Franco Condado 
ascendía a 25.600 millones euros 1,6 % del PIB nacional. El PIB de la región crece a una tasa promedio del 2 % anual.
El centro urbano de Belfort-Montbéliard es un centro de excelencia del vehículo del futuro en relación con la región de Alsacia. Es el centro industrial de la región del Franco Condado, principalmente para los sectores de automoción y TGV.
En Belfort se encuentra la fábrica de Alstom especializada en la producción de vehículos ferroviarios, entre ellos el tren de alta velocidad, TGV, así como generadores y turbinas industriales, y General Electric (GE Energy Products Europe) para turbinas de gas.
Besanzón es un centro del sector de mecánica. Es un centro histórico de la microtecnología, así como el primer centro europeo de corte de alta precisión. En junio de 2005, la ciudad fue galardonada con una marca de clúster de competitividad nacional en el campo de la microtecnología.

## Historia
Territorio perteneciente al antiguo Reino de Borgoña, fue cedido por Carlos VIII de Francia en el tratado de Senlis (1493) a la Casa de Habsburgo. El Franco Condado siempre se consideró como parte integrante del Estado Borgoñón. Separado geográficamente de los Países Bajos por el ducado de Lorena, pero vinculado políticamente a estos por constituir desde 1512 el denominado Círculo Borgoñón.
Con una superficie cercana a los 15 000 km², carecía de unidad geográfica, siendo uno de tantos territorios fruto de la Historia. Rodeado por Alsacia, Lorena, Suiza y Francia, el valle del Saona lo separa de su otra mitad, el ducado de Borgoña, perteneciente a los reyes de Francia. Se dividía en tres circunscripciones: Amont (en el norte), Aval (en el sur) y Dôle (en el centro), cada una de ellas a cargo de un bailío.
En lo social estaba muy feudalizado, lo que se concatenaba con la ausencia de grandes ciudades, apenas Dôle y Besanzón eran dignas de mención. La primera era la capital y estaba dotada de Universidad; la segunda conservó el estatuto de ciudad libre hasta que en 1654 Felipe IV la anexionó al condado. Jurisdiccionalmente, el condado era independiente, si bien tenía el mismo Gobernador General que Flandes y enviaba representantes a sus organismos. El Parlamento residía en Dôle, con sus dos cámaras y los tres brazos clásicos, era la clave de la organización política, administrativa y judicial de la Borgoña Condal por servir de corte suprema y Consejo de Estado. Lo dominaban juristas de origen burgués, rivales de la vieja nobleza y partidarios de la emancipación campesina, lograda progresivamente desde el siglo XVI. Si bajo Carlos I era una provincia muy favorecida, tras la llegada de Felipe II a la dignidad de conde de Borgoña el 10 de junio de 1556 pasará a un segundo orden estratégico, que se acentuará cuando el territorio quede aislado de Saboya por el Tratado de Lyon (1601), salvo por un pequeño corredor que seguiría siendo saboyano hasta el Tratado de Turín (1760). A los españoles les será más cómodo usar el paso de la Valtelina para comunicarse con el Sacro Imperio y con Flandes. Eso le evitó los peores embates de la guerra hasta 1636, pero no le ahorró con todo de algunas incursiones enemigas que trajeron la desolación al condado, como cuando Enrique IV de Francia lo invadió en 1595. Sin embargo, el Franco Condado, ocupado totalmente por Francia en el verano de 1674, no fue cedido a Francia hasta el tratado de paz de Nimega del 17 de septiembre de 1678, bajo el gobierno de Carlos II de España.
Actualmente, el título de Conde Palatino de Borgoña es uno de los muchos que acumula históricamente el Rey de España legítimo, ya que se trata de un título que ha pertenecido tradicionalmente a los soberanos de la Monarquía Hispánica.[cita requerida]